# Mark Sanchez
Mark Travis John Sanchez (* 11. November 1986 in Long Beach, Kalifornien) ist ein ehemaliger US-amerikanischer American-Football-Spieler auf der Position des Quarterbacks. Er stand zuletzt bei dem Washington Football Team in der National Football League (NFL) unter Vertrag.
Sanchez wurde als fünfter Spieler in der ersten Runde des NFL Drafts 2009 (als zweiter Quarterback) ausgewählt. Er spielte College Football an der University of Southern California (USC) für die USC Trojans. Sanchez war erst der vierte Rookie-Quarterback der NFL, der sein erstes Play-off-Spiel gewann.

## Frühes Leben
Sanchez wurde in Südkalifornien geboren und wuchs dort auf. Als Highschool-Quarterback an der Mission Viejo High School wurde er von mehreren großen College-Rekrutierungsorganisationen zum Footballspieler des Jahres ernannt und galt für das Jahr 2005 als Top-Quarterback der Nation aus der Highschool.

## College-Karriere
Er entschied sich dafür, an der USC zu spielen, wo er seine Redshirt (Sport)-Junior-Saison begann. Wegen seiner Herkunft wird Sanchez ins Rampenlicht gerückt als Symbol der mexikanisch-amerikanischen Identität und als Vorbild für Kinder. In seiner einzigen Saison als Quarterback führte Sanchez die USC Trojans zu einer 12-1 Saison und Nr. 2 in der Rangliste von Coaches Poll und Nr. 3 in der AP Poll, während er beim Rose Bowl den "offensiver MVP-Award" gewann. Er wurde der erste Quarterback von USC seit Todd Marinovich, der die verbleibende Ausbildung abschloss, um danach in die NFL zu gehen. Des Weiteren hatte er wegen seiner Redshirt-Saison genug Credit-Points verdient, um mit einem Bachelor-Abschluss den USC-Campus zu verlassen.

### 2006
Im April 2006 wurde Sanchez verhaftet, nachdem er von einer USC-Studentin der sexuellen Nötigung beschuldigt wurde. Am darauf folgenden Tag wurde er wieder aus dem Gefängnis entlassen. Am 3. Juni 2006 wurde vom Los Angeles County District Attorney's Office (Büro des Bezirksstaatsanwalts) bekannt gegeben, dass keine Anklage gegen Sanchez erhoben wird, und Sanchez wurde wieder im Team aufgenommen. Weiterhin wurden mannschaftsbezogene Disziplinarverfahren wegen Alkoholkonsums als Minderjähriger und falsche Angaben zur Person bei seiner Festnahme ausgesprochen.
Als sich John David Booty nach dem ersten Tag des Frühlingstrainings 2006 einer Rückenoperation unterziehen musste, lief Sanchez im Frühjahr als Stammspieler auf. Die Coaches erklärten Booty zum Quarterback, nachdem er für das Herbst-Trainingslager zurückgekehrt war. In der Saison 2006 spielte Sanchez in sechs Spielen, drei von sieben Pässen wurden für 63 Yards Raumgewinn gefangen, bei einer Interception.

### 2007
In der Saison 2007 brach sich Sanchez den Daumen an seiner Wurfhand und fehlte im ersten Spiel gegen Idaho. In der darauf folgenden Woche kehrte er zu seiner Mannschaft zurück. In der Mitte der Saison war Sanchez Starting Quarterback für das Spiel gegen Arizona, nachdem sich Booty einen Finger an seiner Wurfhand gebrochen hatte.

## Erfolge und Ehrungen
- 2004 PARADE All-American Player of the Year
- 2004 Super Prep All-American Player of the Year
- 2009 Offensive Most Valuable Player of the 2009 Rose Bowl Championship
- 2007, 2008, 2009 Rose Bowl Champion (2009 as Starting Quarterback for USC).
- 2008 Sports Illustrated and Pro Football Weekly All-American Honorable Mention
- 2008 First Team All-Pac-10

## NFL

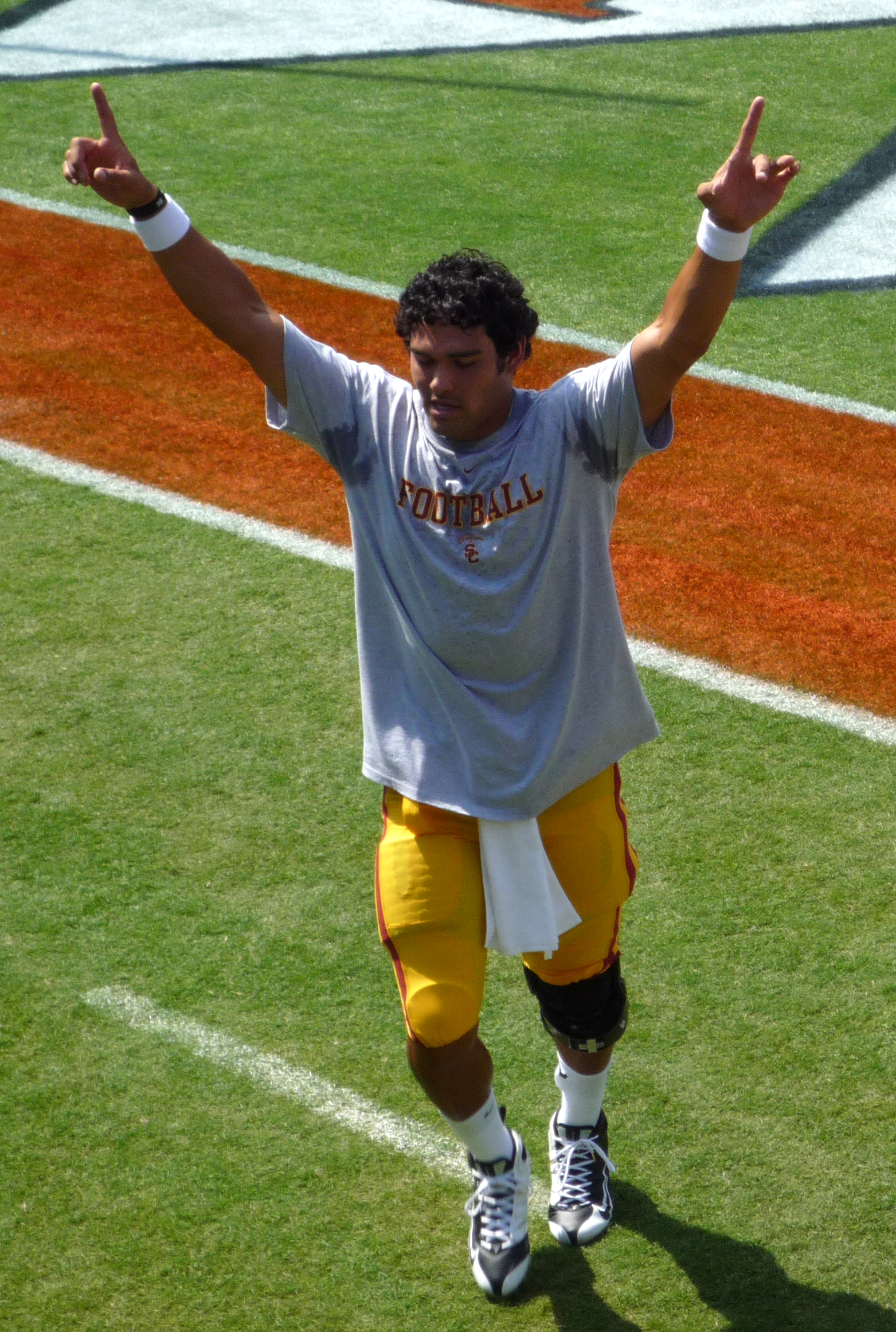
Sanchez vor dem Saisonauftakt in Virginia 2008.

Nach gerade einmal 22 College-Spielen machte sich Sanchez für den NFL Draft 2009 verfügbar. Im dazugehörigen NFL Combine war er der zweitbeste Quarterback im Ranking, hinter Matthew Stafford von der University of Georgia. Sanchez wurde als fünfter Spieler von den New York Jets ausgewählt, wobei Coach Rex Ryan drei Spieler sowie die Draftpicks in der ersten (Nr. 17 insgesamt) und zweiten Runde der Draft an die Cleveland Browns abgab, um ihren fünften Draftpick übernehmen zu dürfen. Am 10. Juni unterzeichnete Sanchez einen Fünfjahresvertrag mit den Jets, einen Rekorddeal im Wert von 50 Millionen Dollar. Am 26. August 2009 wurde Sanchez dann zum Starting Quarterback ernannt. Sanchez erlebte eine ordentliche Rookie-Saison, in der er 2.444 Yards Raumgewinn erzielte, zwar „nur“ zwölf Touchdowns bei 20 Interceptions warf, aber dazu beitrug, dass die Jets die Play-offs erreichten. Sowohl das Wildcard-Auswärtsspiel gegen die Cincinnati Bengals (24-14) als auch das AFC-Halbfinale gegen die San Diego Chargers (17-14) wurden gewonnen, wobei Sanchez in beiden Spielen gut spielte. Sanchez hatte ein Quarterback Rating von 139,4 und war der erst vierte Rookie-Quarterback in der NFL Geschichte, der seine ersten beiden Play-off-Spiele gewann. Im AFC Championship Game scheiterten Sanchez und die Jets an den Indianapolis Colts, Sanchez wurde aber von The Sporting News in das All-Rookie Team gewählt.
Am 2. Februar 2010 entschied sich Sanchez für einen chirurgischen Eingriff wegen eines Bänderrisses im linken Knie. In seiner zweiten Saison bestritt er alle 16 Saisonspiele von Anfang an, verbesserte sich auf 3.291 Yards und 17 Touchdowns bei 13 Interceptions und führte die Jets wieder als Wildcard-Team in die Play-offs. Wieder spielte Sanchez in der Postseason gut: In der ersten Runde wurden die Colts auswärts mit 17-16 besiegt, danach wurde der Erzrivale New England Patriots auswärts mit 28-21 ausgeschaltet. Im AFC Championship Game scheiterten die Jets mit 19-24 an den Pittsburgh Steelers. Sanchez erzielte in  den gesamten Play-offs 616 Yards Raumgewinn und fünf Touchdowns bei nur einer Interception.
Die Saison 2011 verlief für Sanchez und die Jets weniger gut. Sie gewannen nur acht Saisonspiele und verpassten die Play-offs, obwohl Sanchez selbst solide spielte (3.474 Yards, 26 Touchdowns und 18 Interceptions). In der Offseason sorgten die Jets für einen Paukenschlag, als sie Quarterback Tim Tebow verpflichten, der die Denver Broncos ins AFC-Halbfinale geführt hatte. Sanchez setzte sich allerdings gegen Tebow in der Saisonvorbereitung durch, erlebte dafür aber eine schlechte Saison, in der er nur 2.678 Yards Raumgewinn erzielte und nur 13 Touchdowns bei 17 Interceptions warf. Bei der 19:49-Niederlage gegen New England rannte Sanchez versehentlich in den Hintern seines eigenen Lineman Brandon Moore, fumbelte den Football und gab somit New England einen einfachen Touchdown. Dieser Fauxpas wurde als „Butt Fumble“ bekannt und von ESPN zu einem der peinlichsten Momente der Saison gewählt. Sanchez spielte beim mühsamen 7:6-Sieg gegen das Schlusslicht Arizona Cardinals so schlecht, dass ihn Coach Ryan für zwei Spiele durch Reserve-Quarterback Greg McElroy ersetzte. Im entscheidenden Saisonspiel gegen die Tennessee Titans warf Sanchez vier Interceptions und leistete sich zwei Ballverluste in den letzten 90 Sekunden. Mit nur sechs Saisonsiegen wurden die Play-offs klar verpasst. In der Preseason 2013 verletzte sich Sanchez schwer an der Schulter, so dass er die ganze Saison ausfiel. In der Saison 2014 wechselte Sanchez zu den Philadelphia Eagles und wurde Reserve-Quarterback hinter Nick Foles.
Nach der Saison 2015 wechselte Sanchez zum amtierenden Super Bowl Champion, den Denver Broncos. Dort war nach dem Karriereende von Peyton Manning und dem Abgang von Brock Osweiler der Posten des Starting-Quarterback vakant. Sanchez konnte sich in der Vorbereitung jedoch nicht gegen die Konkurrenz durchsetzen und wurde noch vor Saisonbeginn wieder entlassen.
Nur Minuten nach seiner Entlassung in Denver verpflichteten ihn die Dallas Cowboys, die damit auf die Verletzung von Tony Romo reagierten.
Am 23. März 2017 wurde er als Free Agent von den Chicago Bears verpflichtet.
Am 19. November 2018 wurde er von den Washington Redskins als Back-up-Quarterback für Colt McCoy verpflichtet, nachdem Alex Smith mit einer Beinverletzung für den Rest der Saison ausgefallen war.
Im Juli 2019 reichte Sanchez nach zehn Saisons seine Rücktrittspapiere ein, um bei ABC/ESPN eine Analystenstelle anzutreten.

## The Masked Singer
Von September bis Oktober 2020 nahm Sanchez als Baby Alien an der vierten Staffel der US-amerikanischen Version von The Masked Singer teil und erreichte den 13. von insgesamt 16 Plätzen.